# Gboard
Gboard est un clavier développé par Google pour les appareils iOS (sorti en mai 2016) et Android (depuis décembre 2016). Il intègre directement dans le clavier l’accès à la recherche Google.

## Fonctionnalités
Gboard est une application de clavier virtuel développée par Google pour les appareils Android et iOS. Il a été publié pour la première fois sur iOS en mai 2016, suivi d'une sortie sur Android en décembre 2016, faisant ses débuts en tant que mise à jour majeure de l'application Google Keyboard déjà établie sur Android. Le nom du produit est la contraction de Google et board (tableau en anglais)
Gboard propose la recherche Google, notamment des résultats Web et des réponses prédictives, une recherche et un partage faciles de contenu GIF et émoticônes, un moteur de saisie prédictif suggérant le mot suivant en fonction du contexte, et un support linguistique multilingue. Les mises à jour du clavier ont activé des fonctionnalités supplémentaires, notamment des suggestions GIF, des options pour un thème de couleur sombre ou l'ajout d'une image personnelle en arrière-plan du clavier, la prise en charge de la dictée Au moment de son lancement sur iOS, le clavier n'offrait qu'un support pour la langue anglaise, avec un nombre croissant de langues ajoutées progressivement dans les mois suivants, alors que sur Android, le clavier supportait plus de 100 langues au moment de sa sortie.
Le clavier permet d’insérer plus rapidement des contenus web tels des adresses, des images, des GIF animés résultats de l'image, et des émoticônes sans avoir besoin de recourir à un copier-coller,,.
En août 2018, Gboard a passé 1 milliard d'installations sur le Google Play Store, ce qui en fait l'une des applications Android les plus populaires.

## Protection de la vie privée
Gboard comme Swiftkey son concurrent microsoft enregistre les mots que vous tapez. D'autres comme Flesky, ou AnySoft Keyboard (opensource) ne les enregistrent pas : ils restent sur votre téléphone.